# Ozero Grebennitskoje
Ozero Grebennitskoje (ryska: Озеро Гребенницкое) är en sjö i Belarus.   Den ligger i voblasten Vitsebsks voblast, i den nordöstra delen av landet, 240 km nordost om huvudstaden Minsk. Ozero Grebennitskoje ligger 184 meter över havet. Arean är 0,19 kvadratkilometer. Den sträcker sig 0,9 kilometer i nord-sydlig riktning, och 0,4 kilometer i öst-västlig riktning.
Omgivningarna runt Ozero Grebennitskoje är en mosaik av jordbruksmark och naturlig växtlighet. Runt Ozero Grebennitskoje är det glesbefolkat, med 15 invånare per kvadratkilometer.